# Feyzula Senis
Feyzula Senis (n. 4 mai 1981) este un jucător de fotbal român .